# Ларес (Порторико)
Ларес (шп. Lares) је општина у америчкој острвској територији Порторико, острвској држави Кариба.

## Демографија
По попису из 2010. године број становника је 30.753, што је 3.662 (-10,6%) становника мање него 2000. године.
| Група             | 2000.          | 2010.          |
| Белци             | 167 (0,5%)     | 201 (0,7%)     |
| Афроамериканци    | 361 (1,0%)     | 926 (3,0%)     |
| Азијати           | 25 (0,1%)      | 22 (0,1%)      |
| Хиспаноамериканци | 34.228 (99,5%) | 30.535 (99,3%) |
| Укупно            | 34.415         | 30.753         |